# Maria Dietz
Maria Dietz geb. Hilgers (* 7. Februar 1894 in Düsseldorf; † 12. April 1980 in Mainz) war eine deutsche Politikerin der CDU. Von 1949 bis 1957 gehörte sie dem Deutschen Bundestag an.

## Biografie

### Familie
Sie wurde als Tochter von Maria Hilgers und ihrem Mann Theodor, einem Kaufmann, geboren und wuchs mit ihrem vier Jahre jüngeren Bruder Josef auf. Das Elternhaus war katholisch, gutbürgerlich und bildungsorientiert. Das Erlernen von Fremdsprachen wurde gepflegt, mehrere Verwandte lebten im Ausland. Ein Onkel war mit einer Engländerin verheiratet.
Maria Hilgers besuchte das Städtische Oberlyzeum in Düsseldorf und machte dort ihr Abitur. Sie besuchte ebendort ein einjähriges Seminar und erhielt 1915 die Lehrbefähigung für Mittelschulen und Lyzeen. Aus einer Stiftung Oskar von Millers erhielt sie ein Stipendium für einen Studienaufenthalt am Deutschen Museum. Dort war sie das einzige weibliche Mitglied der Stipendiatengruppe. Über das Konzept des Deutschen Museums und dessen Bezüge zum Unterricht fertigte sie eine Arbeit an.
Am St. Ursula-Lyzeum in Düsseldorf war Hilgers als Schulamtsanwärterin tätig. Danach wechselte sie an das städtische Lyzeum in Siegburg. An dieser Schule erhielt sie 1918 ihre Ernennung als ordentliche Lehrerin. An der Universität Bonn hörte sie gleichzeitig Vorlesungen über Philosophie sowie Deutsche und Französische Literatur.
Im Jahr 1922 heiratete sie den 10 Jahre älteren Direktor der Sparkasse Mainz, Heinrich Dietz. Auf Grund des Lehrerinnenzölibats musste sie mit Beginn der Ehe ihren Beruf aufgeben. Das Paar wohnte zuerst am Römerwall und später mit der 1924 geborenen Tochter Rosmarie und dem 1928 geborenen Sohn in einer städtischen Wohnung in der Neumannstraße in Mainz.

### Engagement in der Zwischenkriegszeit
Maria Dietz begann sich im Katholischen Deutschen Frauenbund zu engagieren. Sie hielt Vorträge über Pädagogik und setzte sich mit verschiedenen Themen ihrer Zeit auseinander. An einer Mütterschule der Katholischen Kirche unterrichtete sie ehrenamtlich „Erziehungslehre“. Um 1931 herum begann die Mitarbeit im „Weltfriedensbund der Mütter und Erzieherinnen“, einer Bewegung, die von französischen und deutschen Müttern gegründet wurde. Maria Dietz hielt dabei Vorträge in Deutschland, Frankreich, Belgien, und Holland.

### Zeit des Nationalsozialismus
Die Zeit des Nationalsozialismus brachte eine Zäsur für die Familie und das ehrenamtliche Engagement. Heinrich Dietz trat nicht in die Nationalsozialistische Deutsche Arbeiterpartei (NSDAP) ein. Er wurde 1933 deshalb seines Postens bei der Sparkasse Mainz enthoben und kurz in sogenannte Schutzhaft genommen. Nach einer Nacht im Gefängnis wurde er freigelassen. Bei seiner anschließenden Gerichtsverhandlung wurde ihm auch das pazifistische Engagement seiner Frau angelastet. Dietz wurde mit gekürzten Bezügen pensioniert und die Familie musste sich eine andere Wohnung in Mainz-Weisenau suchen. Da Heinrich Dietz keine Anstellung mehr fand, machte er sich als Immobilienverwalter selbständig. Die Familie lebte sehr zurückgezogen und wurde im Kriegsverlauf in Weisenau zweimal ausgebombt. Laut der eigenen Lebenserinnerungen nahm sich Maria Dietz in den Bombennächten im Luftschutzkeller vor, an einem zukünftigen, demokratischen Wiederaufbau mitzuwirken, sollte sie den Krieg überleben. Nie wieder sollte ein totalitäres System die Macht im Staat erhalten können.

### Politisches Engagement in der Bundesrepublik

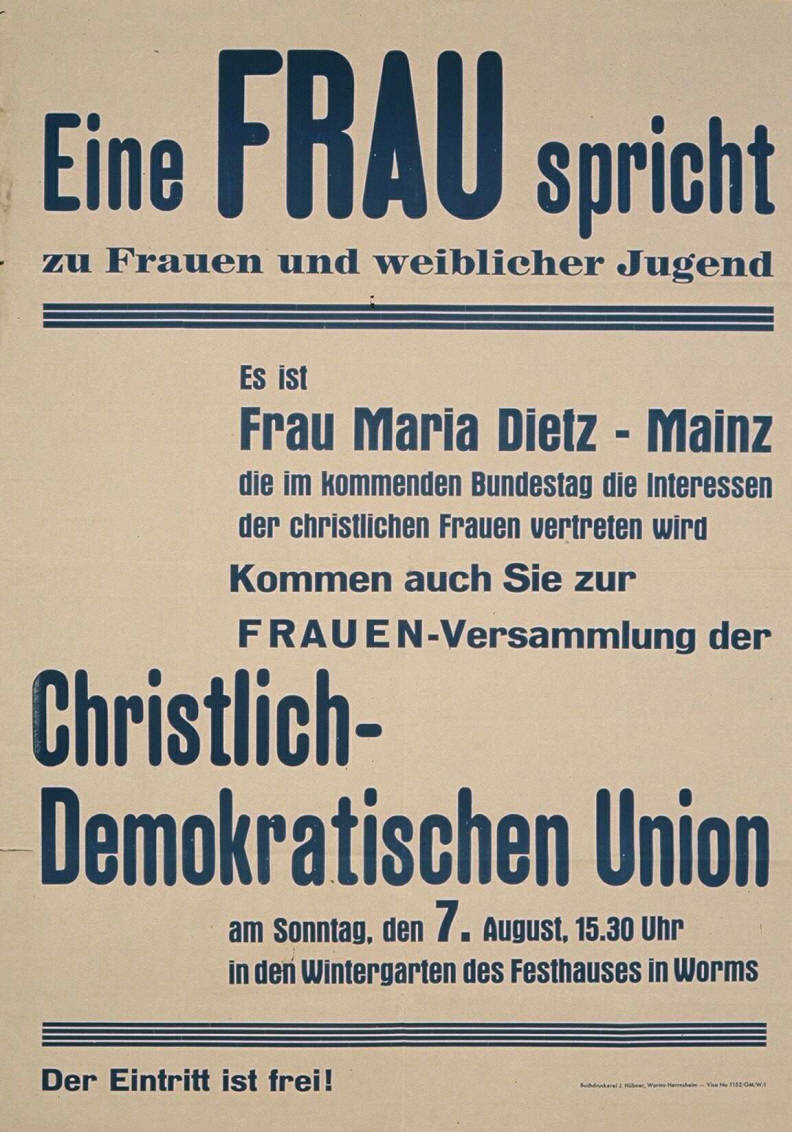
Ankündigungsplakat zu einer Frauenversammlung der CDU mit Maria Dietz anlässlich der Bundestagswahl 1949

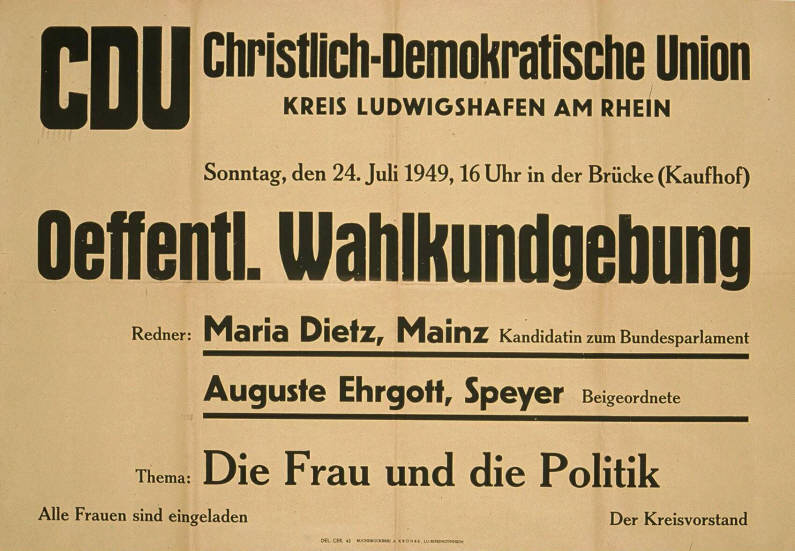
Wahlplakat 1949

Direkt nach dem Ende des Zweiten Weltkriegs wurde der politisch unbelastete Heinrich Dietz von der amerikanischen Siegermacht wieder als Sparkassendirektor eingesetzt. Die Familie bezog nach der Instandsetzung der Bombenschäden wieder die Dienstwohnung in der Neumannstraße.
Der ehemalige Zentrumspolitiker Lorenz Diehl ergriff in der zweiten Jahreshälfte 1945 die Initiative, in Rheinhessen eine christliche Partei aufzubauen. Maria Dietz war eine der Mitbegründerinnen der Partei. Sie wollte beide christlichen Konfessionen in die neue Partei einbeziehen. Am 9. Januar 1946 wurde die Christlich-Soziale Volkspartei (CSVP) bei der inzwischen zuständigen französischen Militärregierung angemeldet. Diese Partei war einer der Vorläufer der CDU und der erste Vorstand bestand noch ausschließlich aus Männern.
Am 13. Oktober 1946 wurde Dietz in die Kreisversammlung des Stadt- und Landkreises Mainz (die Stadt war damals noch nicht kreisfrei) gewählt. Bei der Wahl am 14. November 1948 wurde sie dann in den Mainzer Stadtrat gewählt. Sie arbeitete im Kultur- und Schulausschuss sowie in der Kommission für Wohnungsfragen mit.
Nach dem Zusammenschluss der regionalen christlichen Parteien zur CDU Rheinland-Pfalz wurde Dietz auf dem Parteitag am 17. und 18. Oktober 1947 in Kaiserslautern in den Landesvorstand gewählt. Sie war damit eine von nur vier Frauen und 35 Männern. Gegen den Willen von Peter Altmeier wurde auf dem Parteitag ein Ausschuss zur Vorbereitung der Gründung eines CDU-Landesfrauenbeirats gewählt. Dies sollte eine der Vorläuferorganisationen der Frauen-Union werden. Maria Dietz wurde Vorsitzende. Gertrud Sauerborn aus Neuwied und Erika Becker aus Montabaur standen ihr zur Seite. Bereits auf dem ersten Landesparteitag forderten sie, „daß die Partei die Zahl der mitarbeitenden Frauen erhöhen muß. Zu allen Orts-, Kreis-, Bezirks- und Landesparteisatzungen stellen wir den Antrag, daß im engeren und erweiterten Vorstand jeweils eine Frau vertreten sein muß.“ Die konstituierende Sitzung des Landesfrauenbeirats der CDU fand am 25. August 1948 statt. Maria Dietz wurde zur Landesvorsitzenden gewählt und übte diese Funktion bis 1955 aus.
Konrad Adenauer hatte bei den ersten Bundestagswahlen für die Bizone eine Frauenquote von 20 % versprochen. Eine ebensolche Quote forderte der Landesfrauenbeirat auch für Rheinland-Pfalz. Diese Quote wurde nicht erreicht, aber Dietz war vom 7. September 1949 bis zum 6. Oktober 1957 über zwei Wahlperioden Mitglied des Deutschen Bundestages. Sie wurde über die Landesliste der CDU in Rheinland-Pfalz gewählt und legte deshalb am 16. Oktober 1949 ihr Mandat im Stadtrat Mainz nieder.
Marie Dietz gehörte dem Kulturausschuss und dem Ausschuss für Presse, Rundfunk und Film sowie dem Petitionsausschuss an. Sie war im Bücherbeirat des Deutschen Bundestages sowie im Kuratorium der Bundeszentrale für Heimatdienst. 1949 beantragte sie ein Hilfsprogramm für die sittlich gefährdete Jugend. Es sollte die Prostitution im Umfeld der Kasernen Baumholder, Kaiserslautern, Bitburg und Worms bekämpft werden. Das Programm wurde mit Haushaltsmitteln in Höhe von zehn Millionen Mark ausgestattet. In den 1950er Jahren engagierte sie sich im Bereich Kriegsopferversorgung, der Reformen des Familienrechts, dem Gleichberechtigungsgesetz, dem Mutterschutz, dem Jugendschutz, dem Familienlastenausgleich und der Neuordnung der Renten. In der Zeit des Wirtschaftswunders befasste sie sich ebenso mit Erziehungsfragen. Am 23. Juni 1950 plädierte sie in einer Rede vor dem Bundestag für das Verbot von Kriegsspielzeug.
Die internationale Verständigung sowie die Aussöhnung mit Frankreich als Grundlage für ein vereinigtes Europa waren ihr ein besonderes Anliegen. Beim „Deutschen Rat der Europäischen Bewegung“ war sie Mitglied und gehörte als eine von zwei deutschen Vertreterinnen zum 1947 gegründeten, internationalen Rat des „Mouvement Mondial des Mères“ (MMM, Weltbewegung der Mütter). 1954 reiste sie mit deutschen Parlamentsmitgliedern in die USA uns sprach als „Ambassador of good will“ vor Studierenden verschiedener Hochschulen, Lehrervereinigungen, berufstätigen Frauen und vor mehr als 2000 Delegierten des katholischen Frauenbundes in den Vereinigten Staaten.

### Leben nach dem Ausscheiden aus dem Bundestag
Nach 1957 zog sie sich aus der aktiven Politik zurück. Sie arbeitete aber weiter in dem von ihr nach dem Krieg wieder aufgebauten Katholischen Deutschen Frauenbund im Bistum Mainz. Unter Federführung der Caritas lehrte sie „Deutsch als Fremdsprache“ für Kinder.
Sie pflegte ihren Mann, der 1964 starb. Noch bis Mitte der 1960er Jahre unterrichtete sie in Mainz als Französischlehrerin am Theresianum, einem katholischen Gymnasium in Trägerschaft des Bistums Mainz (bis 2013 des Johannesbundes).
Maria Dietz starb im Alter von 86 Jahren in Mainz. Zuletzt wohnte sie im Bruder-Konrad-Stift in Mainz.

## Auszeichnungen
Am 7. Februar 1974 wurde Maria Dietz am ihrem 80sten Geburtstag für ihr Engagement in den Aufbaujahren der Bundesrepublik Deutschland das Bundesverdienstkreuz erster Klasse verliehen.